# Joseph Shen Bin
Joseph Shen Bin (chiń. 沈斌; ur. 23 lutego 1970 w Qidong) – chiński duchowny katolicki, biskup Haimen w latach 2010–2023, biskup szanghajski od 2023.

## Życiorys
Święcenia kapłańskie otrzymał 1 października 1996. Inkardynowany do diecezji Haimen, pracował głównie jako duszpasterz parafialny, pełnił także funkcję wikariusza generalnego diecezji.
W 2010 został wybrany biskupem ordynariuszem Haimen. Sakrę biskupią przyjął z mandatem papieskim 21 kwietnia 2010. 
4 kwietnia 2023 bez zgody Stolicy Apostolskiej został wybrany biskupem ordynariuszem szanghajskim.
15 lipca 2023 papież Franciszek mianował go biskupem tejże diecezji.